# Nyctemera
Nyctemera este un gen de insecte lepidoptere din familia Arctiidae.

## Galerie

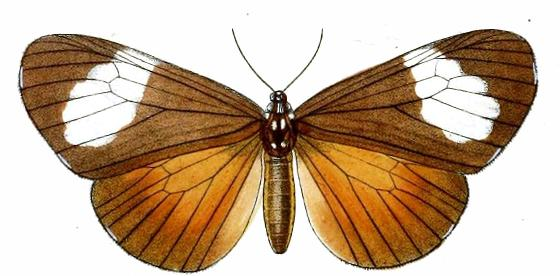

## Specii[1]
- Nyctemera abraxata
- Nyctemera abraxina
- Nyctemera abraxoides
- Nyctemera absurda
- Nyctemera absurdum
- Nyctemera accepta
- Nyctemera acceptans
- Nyctemera acceptum
- Nyctemera acraeina
- Nyctemera adversata
- Nyctemera aegrota
- Nyctemera aegrotum
- Nyctemera aequimargo
- Nyctemera aeres
- Nyctemera agacles
- Nyctemera agagles
- Nyctemera aglages
- Nyctemera alba
- Nyctemera albiciliata
- Nyctemera albida
- Nyctemera albinotica
- Nyctemera albipuncta
- Nyctemera albofasciata
- Nyctemera alternata
- Nyctemera alternatum
- Nyctemera aluensis
- Nyctemera amica
- Nyctemera amicus
- Nyctemera amosa
- Nyctemera amplificata
- Nyctemera angalensis
- Nyctemera angaurensis
- Nyctemera angulata
- Nyctemera annulata
- Nyctemera annulatum
- Nyctemera anomala
- Nyctemera anthracinum
- Nyctemera antinorii
- Nyctemera antipodea
- Nyctemera aolaensis
- Nyctemera apensis
- Nyctemera apicalis
- Nyctemera arctata
- Nyctemera arcuatum
- Nyctemera arieticornis
- Nyctemera artemis
- Nyctemera assimile
- Nyctemera assimilis
- Nyctemera atralba
- Nyctemera auricolens
- Nyctemera avitta
- Nyctemera basinigra
- Nyctemera basistrigata
- Nyctemera battakorum
- Nyctemera baulus
- Nyctemera bicolor
- Nyctemera biformis
- Nyctemera bijunctella
- Nyctemera bipunctata
- Nyctemera bipunctella
- Nyctemera biserrata
- Nyctemera bougainvillensis
- Nyctemera bouruana
- Nyctemera browni
- Nyctemera brylancik
- Nyctemera burica
- Nyctemera buruana
- Nyctemera camerunica
- Nyctemera candidissima
- Nyctemera carissima
- Nyctemera celsa
- Nyctemera celsum
- Nyctemera cenis
- Nyctemera chalcosidia
- Nyctemera chloroplaca
- Nyctemera chromis
- Nyctemera clarior
- Nyctemera clathrata
- Nyctemera clathratum
- Nyctemera coaequalis
- Nyctemera coleta
- Nyctemera colita
- Nyctemera communicata
- Nyctemera confluens
- Nyctemera confusum
- Nyctemera conica
- Nyctemera conicus
- Nyctemera conjuncta
- Nyctemera consobrina
- Nyctemera consors
- Nyctemera convexa
- Nyctemera corbeti
- Nyctemera crameri
- Nyctemera crassiantennata
- Nyctemera crescens
- Nyctemera cydippe
- Nyctemera daimia
- Nyctemera delocyma
- Nyctemera dentifascia
- Nyctemera diaphana
- Nyctemera dinawa
- Nyctemera disjuncta
- Nyctemera dispar
- Nyctemera disrupta
- Nyctemera distincta
- Nyctemera distinctum
- Nyctemera doubledayi
- Nyctemera drucei
- Nyctemera druna
- Nyctemera eddela
- Nyctemera ehromis
- Nyctemera elongata
- Nyctemera elzuniaekruscheae
- Nyctemera enganica
- Nyctemera everetti
- Nyctemera evergista
- Nyctemera evergistaria
- Nyctemera extendens
- Nyctemera externa
- Nyctemera extrema
- Nyctemera fallax
- Nyctemera fasciata
- Nyctemera flavescens
- Nyctemera floresicola
- Nyctemera formosana
- Nyctemera fractifascia
- Nyctemera frosti
- Nyctemera fuscipenne
- Nyctemera fuscipennis
- Nyctemera galbana
- Nyctemera galbanum
- Nyctemera gerra
- Nyctemera gigantea
- Nyctemera glauce
- Nyctemera gonora
- Nyctemera gracilis
- Nyctemera gratia
- Nyctemera guttulosa
- Nyctemera harca
- Nyctemera hearca
- Nyctemera hemixantha
- Nyctemera herce
- Nyctemera herklotsi
- Nyctemera herklotsii
- Nyctemera homogona
- Nyctemera homologa
- Nyctemera horites
- Nyctemera howa
- Nyctemera hyalina
- Nyctemera illustris
- Nyctemera immitans
- Nyctemera inconstans
- Nyctemera indularis
- Nyctemera infumata
- Nyctemera infuscata
- Nyctemera infuscatum
- Nyctemera instar
- Nyctemera insulana
- Nyctemera insulare
- Nyctemera insularis
- Nyctemera integra
- Nyctemera intercisa
- Nyctemera interlecta
- Nyctemera interlectum
- Nyctemera itokina
- Nyctemera javana
- Nyctemera kala
- Nyctemera kapaurensis
- Nyctemera kebeae
- Nyctemera kiauensis
- Nyctemera kinabalina
- Nyctemera kinabaluensis
- Nyctemera kinagananga
- Nyctemera kinibalina
- Nyctemera kiriwana
- Nyctemera kiriwina
- Nyctemera kondeka
- Nyctemera kondekum
- Nyctemera kotoshonis
- Nyctemera lacticinea
- Nyctemera lacticinia
- Nyctemera lacticolor
- Nyctemera latemarginata
- Nyctemera latera
- Nyctemera laticina
- Nyctemera latifascia
- Nyctemera latimargo
- Nyctemera latistriga
- Nyctemera leopoldi
- Nyctemera letensis
- Nyctemera leuconoe
- Nyctemera leucospilata
- Nyctemera leucospilota
- Nyctemera leucostigma
- Nyctemera leuctra
- Nyctemera liliputana
- Nyctemera limbalis
- Nyctemera limbata
- Nyctemera loligo
- Nyctemera lombokiana
- Nyctemera luctuosa
- Nyctemera luctuosum
- Nyctemera ludekingi
- Nyctemera ludekingii
- Nyctemera lugens
- Nyctemera luzonensis
- Nyctemera luzonica
- Nyctemera mabillei
- Nyctemera mabillii
- Nyctemera mackieana
- Nyctemera macklotsi
- Nyctemera macklotti
- Nyctemera macklottsi
- Nyctemera maculata
- Nyctemera maculosa
- Nyctemera maculosum
- Nyctemera madagascarica
- Nyctemera malaccana
- Nyctemera marcida
- Nyctemera maturna
- Nyctemera mckieana
- Nyctemera meekiana
- Nyctemera melaneura
- Nyctemera melas
- Nyctemera menes
- Nyctemera mesolychna
- Nyctemera moluccana
- Nyctemera montana
- Nyctemera moolaica
- Nyctemera muelleri
- Nyctemera mulleri
- Nyctemera mundipicta
- Nyctemera mutabilis
- Nyctemera negritorum
- Nyctemera nerenoides
- Nyctemera nesites
- Nyctemera niasana
- Nyctemera nicobarensis
- Nyctemera nigripuncta
- Nyctemera nigrovena
- Nyctemera nigrovenosa
- Nyctemera nisa
- Nyctemera nonapicalis
- Nyctemera noviespunctata
- Nyctemera noviespunctatum
- Nyctemera nubecula
- Nyctemera obtusa
- Nyctemera onetha
- Nyctemera optata
- Nyctemera oroya
- Nyctemera ottonis
- Nyctemera ovada
- Nyctemera pagenstecheri
- Nyctemera pallens
- Nyctemera pallescens
- Nyctemera paradelpha
- Nyctemera paroeana
- Nyctemera paroeica
- Nyctemera paroella
- Nyctemera parva
- Nyctemera paucipuncta
- Nyctemera paucipunctis
- Nyctemera pauli
- Nyctemera pellex
- Nyctemera perconfusa
- Nyctemera perissa
- Nyctemera persecta
- Nyctemera personata
- Nyctemera perspicua
- Nyctemera pervecta
- Nyctemera philippinensis
- Nyctemera picata
- Nyctemera picatus
- Nyctemera plagiata
- Nyctemera plagiatum
- Nyctemera plagifera
- Nyctemera plana
- Nyctemera plesiastes
- Nyctemera poliodesma
- Nyctemera popiya
- Nyctemera pratti
- Nyctemera proletaria
- Nyctemera propria
- Nyctemera proprium
- Nyctemera pullatus
- Nyctemera pulverata
- Nyctemera purata
- Nyctemera quadriguttatta
- Nyctemera quadriguttatum
- Nyctemera quadriplaga
- Nyctemera quaternarium
- Nyctemera radiata
- Nyctemera rasana
- Nyctemera rattrayi
- Nyctemera reducta
- Nyctemera regalis
- Nyctemera regularis
- Nyctemera restrictum
- Nyctemera rostrigera
- Nyctemera samoënsis
- Nyctemera sangira
- Nyctemera scalarium
- Nyctemera secundaria
- Nyctemera secundiana
- Nyctemera seitzi
- Nyctemera selecta
- Nyctemera semibrunnea
- Nyctemera semperi
- Nyctemera semperii
- Nyctemera separata
- Nyctemera seriatopunctata
- Nyctemera serrimargo
- Nyctemera sexmaculata
- Nyctemera sexmaculatum
- Nyctemera seychellensis
- Nyctemera signata
- Nyctemera simalura
- Nyctemera similis
- Nyctemera simplex
- Nyctemera simplicior
- Nyctemera simulatrix
- Nyctemera snelleni
- Nyctemera sontica
- Nyctemera sonticum
- Nyctemera specularis
- Nyctemera stresemanni
- Nyctemera strictifascia
- Nyctemera subhyalina
- Nyctemera subvelata
- Nyctemera subvelatum
- Nyctemera subvitrea
- Nyctemera sulphurana
- Nyctemera sumatrensis
- Nyctemera suprapallida
- Nyctemera syrnia
- Nyctemera tangens
- Nyctemera tenuifascia
- Nyctemera tertiana
- Nyctemera tessmanni
- Nyctemera timorensis
- Nyctemera togoensis
- Nyctemera toxopei
- Nyctemera transiens
- Nyctemera transitella
- Nyctemera transitoria
- Nyctemera tricolor
- Nyctemera tripunctaria
- Nyctemera trita
- Nyctemera tritoides
- Nyctemera tritum
- Nyctemera uniformis
- Nyctemera uniplaga
- Nyctemera unita
- Nyctemera usambarae
- Nyctemera vandenberghi
- Nyctemera varians
- Nyctemera variegata
- Nyctemera variolosa
- Nyctemera warmasina
- Nyctemera velans
- Nyctemera venata
- Nyctemera virgo
- Nyctemera vollenhovii
- Nyctemera vvandenberghi
- Nyctemera xanthura
- Nyctemera zerenoides
- Nyctemera zoilides